# Les Claypool
Leslie Edward Claypool (født 29. september 1963) er en amerikansk musiker, sanger, sangskriver, producent, forfatter, instruktør og skuespiller. Han er bedst kendt som bassist og forsanger i bandet Primus. Hans spillestil på bassen er velkendt for at blande tapping, flamenco-lignende strumming, bøjninger med whammy bar og slapbas.
Claypool har også selv produceret og mixet sine soloudgivelser fra sit eget studie, Rancho Relaxo. I 2006 skrev og instruerede Claypool filmen Electric Apricot og samme år blev hans debutroman South of the Pumphouse også udgivet. Han har skrevet og indspillet temasangene til de animerede tv-serier for voksne Robot Chicken og South Park.